# Temple Terrace
Temple Terrace è una città degli Stati Uniti d'America situata in Florida, nella Contea di Hillsborough.